# Karl Krolow
Karl Krolow (Hannover, 11 marzo 1915 – Darmstadt, 21 giugno 1999) è stato un poeta tedesco.

## Biografia
Cresciuto nella città di Hannover, Karl Krolow ha studiato germanistica, romanistica, filosofia e storia dell'arte presso le Università di Gottinga e Breslavia (1935-1942).
Membro della “Gioventù hitleriana” dal 1934, si iscrive nel 1937 al Partito Nazionalsocialista.
Già scrittore professionista a Gottinga fin dal 1942, Krolow si trasferisce poi nella città di Hannover (1952) e infine a Darmstadt (1956), dove vive fino alla morte.
Krolow è considerato, già dagli anni Cinquanta, uno dei più significativi poeti della Germania postbellica. Si è inoltre fatto conoscere come autore di testi in prosa e come traduttore dal francese e dallo spagnolo.
È stato membro del PEN tedesco, della “Accademia per la lingua e la letteratura” e di vari altri organismi scientifico-culturali.
Insignito del “Premio Georg Büchner” nel 1956, ha ricevuto in seguito numerosi riconoscimenti ufficiali, tra i quali il “Premio Rainer Maria Rilke per la Poesia” nel 1975 e il “Premio Friedrich-Hölderlin” nel 1988.

## Opere (selezione)
- Hochgelobtes gutes Leben, Amburgo 1943 (insieme a Hermann Gaupp)
- Gedichte, Costanza 1948
- Aspekte zeitgenössischer deutscher Lyrik, Gütersloh 1961
- Ausgewählte Gedichte, Francoforte sul Meno 1962
- Die Rolle des Autors im experimentellen Gedicht, Wiesbaden 1962
- Gesammelte Gedichte (1965-1997), Francoforte sul Meno
- Poetisches Tagebuch, Francoforte sul Meno 1966
- Bürgerliche Gedichte, Amburgo 1970 (con lo pseudonimo di Karol Kröpcke)
- Im Diesseits verschwinden, Francoforte sul Meno 2002